# レイ・マカナリー
レイ・マカナリー（Ray McAnally、1926年3月30日 - 1989年6月15日）は、アイルランドの俳優。
ドニゴール県バンクラナ出身。アイルランドやイギリスの映画・テレビドラマに主に脇役で出演、『ミッション』と『マイ・レフトフット』で英国アカデミー賞 助演男優賞を2回受賞したほか、テレビミニシリーズ『狙われた政権～英国ダウニング街の謀略～』で英国アカデミー賞テレビ部門主演男優賞を受賞した。
1989年6月15日、心臓発作のため死去、63歳。没後、『マイ・レフトフット』で2度目の英国アカデミー賞 助演男優賞を受賞した。

## 主な出演作品

### 映画
- 熱砂の海 Sea of Sand (1958)
- 地獄で握手しろ Shake Hands with the Devil (1959)
- 六年目の疑惑 The Naked Edge (1961)
- 奴隷戦艦 Billy Budd (1962)
- 鏡の国の戦争 The Looking Glass War (1970)
- 愛を求めて Quest for Love (1971)
- 爆走! Fear Is the Key (1972)
- 侵略/1968年プラハの春の悲劇 Invasion (1980) テレビ映画
- 殺人天使 Angel (1982)
- キャル Cal (1984)
- ミッション The Mission (1986)
- 第四の核 The Fourth Protocol (1987)
- シシリアン The Sicilian (1987)
- 白い炎の女 White Mischief (1987)
- 孤独のヒーロー/タフィン Taffin (1988)
- プランケット城への招待状 High Spirits (1988)
- マイ・レフトフット My Left Foot (1989)
- ビーナス・ピーター Venus Peter (1989)
- 俺たちは天使じゃない We're No Angels (1989)

### テレビドラマ
- ギデオン警部 非情の街 Gideon's Way (1964)
- おしゃれ(秘)探偵 The Avengers (1967-1968)
- 銀髪の狼 Man in a Suitcase (1968)
- No.2 探偵ストレンジ Strange Report (1969)
- ポリアンナ Pollyanna (1973) ミニシリーズ
- ダイヤルMを廻せ Dial M for Murder (1974)
- ディック・ターピン Dick Turpin (1979)
- パーフェクトスパイ A Perfect Spy (1987) ミニシリーズ
- 狙われた政権～英国ダウニング街の謀略～ A Very British Coup (1988) ミニシリーズ
- 切り裂きジャック Jack the Ripper (1988) ミニシリーズ
- 大いなる遺産 Great Expectations (1989) ミニシリーズ